# مارتي مكينيس
مارتي مكينيس (بالإنجليزية: Marty McInnis)‏ هو لاعب هوكي الجليد أمريكي، ولد في 2 يونيو 1970 في هينغهام في الولايات المتحدة.

## وصلات خارجية
- مارتي مكينيس على موقع دوري الهوكي الوطني (الإنجليزية)
- مارتي مكينيس على موقع EliteProspects.com (الإنجليزية)
- مارتي مكينيس على موقع HockeyDB.com (الإنجليزية)
- مارتي مكينيس على موقع Hockey-Reference.com (الإنجليزية)
- مارتي مكينيس على موقع أوليمبيديا (الإنجليزية)